# 末恒村
末恒村（すえつねそん）は、鳥取県気高郡にあった自治体である。1896年（明治29年）3月31日までは高草郡に属した。

## 概要
現在の鳥取市伏野・三津・美萩野1〜5丁目・白兎・小沢見・内海中・御熊に相当する。末恒小学校区におおむね相当するが、御熊は除外されている（湖南学園区となる）。
北は日本海に面し、千代川西に連なる砂丘地帯（末恒砂丘）に位置した。
末恒という名称は、気多・高草郡の境界に当たる伏野・内海・澤見の辺りを「末恒の保」と言ったこととされる。正式な名称となるのは寛文4年（1664年）に鳥取藩主の池田光仲の下で行われた因伯郷庄保改正で、高草郡を末恒保など4保・2庄・5郷に分け、さらにこれを75の村に分けたことによる。末恒保は伏野村・内海村・内海中村・三倉村（御熊村）・小澤見村の5村を区域とし、これに南北保に属する三津村を加えた6村を管理する庄屋を置いた。この区割りは明治維新まで用いられた。
内海は記紀に記される稲羽の素菟神話が伝わり、伏野の地名は野原で伏して泣いていた白兎が大国主命に救われた地であることにちなむ。

## 沿革
- 1885年（明治18年） - 内海村外4ヶ村戸長役場を内海村に設置し、同村および伏野村・小澤見村・内海中村・御熊村を管轄[1]。
- 1886年（明治19年） - 戸長役場を伏野村に移転し、管轄区域に三津村と福井村を追加して伏野村外6ヶ村戸長役場となる[1]。
- 1889年（明治22年）9月21日 - 伏野村・内海村・内海中村・小澤見村・御熊村・三津村が合併して末恒村が発足。福井村は大郷村となった[1][3]。
- 1889年（明治22年）10月1日 - 町村制施行。旧村名を継承した6大字を編成し、役場を伏野村に設置[1][3]。
- 1896年（明治29年）4月1日 - 郡制の施行により、高草郡・気多郡の区域をもって気高郡が発足し、気高郡末恒村となる。
- 1914年（大正3年）4月20日 - 役場位置を大字伏野村字荒神谷1545番ノ1に変更[4]。
- 1915年（大正4年） - 「末恒村大字○○村」から大字の「村」を削除し、「末恒村大字○○」と呼ぶことになる[1]。
- 1925年（大正14年） - 白兎海水浴場開設。これに伴い夏季限定で白兎仮駅が開設される[5]。
- 1928年（昭和3年）9月11日 - 末恒駅開業。
- 1953年（昭和28年）7月1日 - 鳥取市に編入。同日末恒村廃止[6]。

## 合併後
村政時の6大字のうち伏野・三津・小沢見・内海中・御熊は鳥取市の大字として継承されたが、内海は白兎と改称した。
その後、伏野と三津の境界にある丘陵地に鳥取県住宅供給公社により住宅団地が造成されたため1978年までに美萩野1〜3丁目を、2002年までに同4〜5丁目を起立した。
現在の鳥取市自治連合会の地区別単位組織では末恒地区とされている。また、校区としての末恒小学校区は御熊が除外されている。

## 行政

### 戸長
- 内海村外4ヶ村戸長（所在地：内海村、管轄区域：内海村・伏野村・内海中村・小澤見村・御熊村） 竹本愛親
- 伏野村外6ヶ村戸長（所在地：伏野村、管轄区域：伏野村・内海村・内海中村・小澤見村・御熊村・三津村・福井村） 吉田弥平 - 岡村信愛

### 歴代村長
| 代         | 氏名         | 就任年月日             | 退任年月日                | 出身   | 備考                 |
| ---------- | ------------ | ---------------------- | ------------------------- | ------ | -------------------- |
| 初         | 竹本愛親     | 1889年（明治22年）11月 | 1898年（明治31年）3月     | 伏野   | 村長は村議会で選出   |
| 2          | 竹本市太郎   | 1898年（明治31年）4月  | 1900年（明治33年）3月     | 伏野   |                      |
| 3          | 三原弥八郎   | 1900年（明治33年）4月  | 1904年（明治37年）4月     | 内海   |                      |
| 4          | 小柴平蔵     | 1904年（明治37年）4月  | 1905年（明治38年）2月     | 小沢見 |                      |
| 5          | 鵜戸口清五郎 | 1905年（明治38年）3月  | 1912年（明治45年）6月     | 内海   |                      |
| 6          | 稲中庄三郎   | 1912年（明治45年）6月  | 1914年（大正3年）6月      | 内海中 |                      |
| 7          | 三原弥八郎   | 1914年（大正3年）7月   | 1922年（大正11年）7月     | 内海   |                      |
| 8          | 佐々木虎蔵   | 1922年（大正11年）8月  | 1926年（大正15年）8月     | 内海中 |                      |
| 9          | 佐々木虎蔵   | 1926年（大正15年）11月 | 1930年（昭和5年）11月     | 内海中 |                      |
| 10         | 竹本定次郎   | 1931年（昭和6年）3月   | 1935年（昭和10年）3月     | 伏野   |                      |
| 11         | 田中久秋     | 1935年（昭和10年）3月  | 1943年（昭和18年）3月     | 伏野   |                      |
| 12         | 竹本猛治     | 1943年（昭和18年）5月  | 1946年（昭和21年）3月     | 伏野   |                      |
| 13         | 三橋政好     | 1946年（昭和21年）3月  | 1947年（昭和22年）3月     | 内海   | 終戦以後は選挙で選出 |
| 14         | 倭島藤蔵     | 1947年（昭和22年）4月  | 1951年（昭和26年）3月     | 伏野   |                      |
| 15         | 倭島藤蔵     | 1951年（昭和26年）4月  | 1953年（昭和28年）6月30日 | 伏野   |                      |
| 参考文献 - |              |                        |                           |        |                      |

## 教育
- 末恒村立末恒小学校（現・鳥取市立末恒小学校）
- 中学校は湖山村の湖東中学校区

## 交通

### 鉄道
- 山陰本線：末恒駅 - 白兎仮停車場

### 道路
- 伯耆街道（米子往来・浜街道）: 地内北側を海岸線に沿って東西に通過。1965年に国道9号がほぼ旧浜街道沿いに開通[7]。
- 旧国道：湖山池の南を迂回して御熊・小沢見を経て宝木に至る。